# Fillide Melandroni

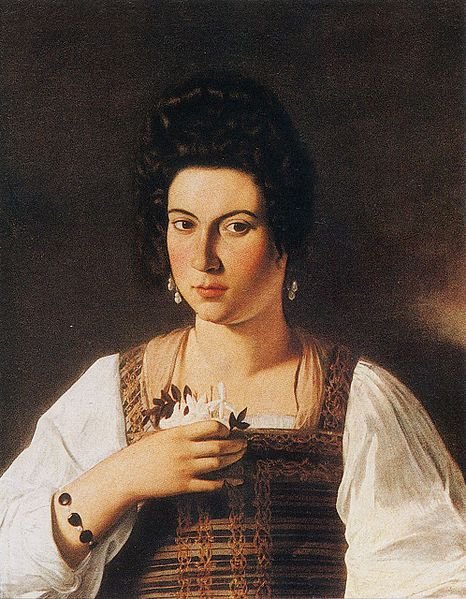
Porträt von Fillide Melandroni (Caravaggio, 1604)

Fillide Melandroni (getauft am 8. Januar 1581 in Siena; † 3. Juli 1618 in Rom) war eine italienische Kurtisane und ein Modell des Malers Caravaggio.

## Leben
Fillide Melandroni stammte aus Siena und wurde am 8. Januar 1581 im Baptisterium San Giovanni getauft. Ihre Mutter war die sechzehnjährige Cinzia Guiducci. Ihr Vater Enea stammte aus einer sienesischen Adelsfamilie und war der letzte, wahrscheinlich nicht mehr ganz junge Nachkomme der Familie. Fillide Melandroni hatte noch einen jüngeren Bruder namens Niccolò.
Über die Zeit ihrer Kindheit in Siena, die sie mit ihrer Familie verbrachte, gibt es keine Nachweise. Spätere Dokumente deuten darauf hin, dass sie 1593, nach dem Tod ihres Vaters, mit Mutter und Bruder nach Rom übersiedelte. Dort zogen sie zu Piera, ihrer Tante mütterlicherseits, und ihrem Halbbruder Silvio, Eneas erstgeborenem Sohn. Ihre Freundin Anna Bianchini zog wahrscheinlich zur gleichen Zeit mit ihrer Familie nach Rom und lebte im selben Haus wie Fillide.
Schon im Alter von dreizehn Jahren arbeitete Fillide gelegentlich als Prostituierte. Ihre Mutter hatte sie darauf vorbereitet. Ein Grund dafür mag die schwere Krankheit der Mutter gewesen sein, welche die Familie in eine ernste Notlage brachte. Ein Polizeibericht vom 22. April 1594 belegt, dass „Donna Filidia d’Enea Senese“ in Begleitung ihrer Freundin Anna Bianchini und zweier Männer nachts „außerhalb der üblichen Orte“, das heißt außerhalb des von Papst Pius V. eingerichteten Bordellbereichs, aufgegriffen und wegen „Kontaktanbahnung“ verhaftet wurde.
1595 starb die Mutter im Alter von dreißig Jahren. Fillide lebte in jener Zeit in Armut und sorgte für ihren kleinen Bruder. Obwohl ihre Tante und ihr Halbbruder, der Koch war, sie unterstützten, kämpfte sie gemeinsam mit Anna Bianchini gegen Not, Armut und eine Existenz am Rande der Gesellschaft. Zwischen 1596 und 1597 lebten die beiden jungen Frauen unter der Santissima Trinità dei Monti und arbeiteten in der Taverne „all’insegna della Serena“ als Prostituierte.
Im Alter von sechzehn Jahren lernte Fillide die Brüder Tomassoni kennen, die aus dem Niederen Adel stammten und einen Ring von Kurtisanen unterhielten. Diese boten sie Edelmännern, Richtern, Ordnungshütern, Notaren sowie Personen der Kurie an. Von den Klienten erhofften sie sich Gefälligkeiten als Gegenleistung. Fillides Leben verbesserte sich daraufhin erheblich. Sie zog mit ihrem Bruder in die Strada Aragonia, die heutige Via Condotti, und leistete sich eine Dienerin namens Francesca. Sie musste sich auch nicht mehr vor Gericht verantworten, wenn sie gegen Verbote des Gouverneurs verstieß. So ist überliefert, dass am 11. Februar 1599, als in einer Karnevalsnacht im Hause Melandroni ein Fest gefeiert wurde, eine Nachtpatrouille der Polizei dort eindrang. Fillide und drei Männer wurden verhaftet, darunter ihr Partner und Zuhälter Ranuccio Tomassoni, der jüngste der vier Brüder. Ranuccio war mit einem Schwert bewaffnet, was im Hause einer Kurtisane verboten war. Trotz dieses Verstoßes war er nicht geflohen, sondern bei Fillide geblieben, um sie zu schützen und ihre Straffreiheit zu gewährleisten. Tatsächlich wurden Fillide und Ranuccio am nächsten Morgen freigelassen.
Ranuccio Tomassoni und seine Brüder schützten Fillide zwar vor der römischen Justiz, der Pfarrer der Kirche Sant’Andrea delle Fratte konnte ihr unstetes und, wie er meinte, „zügelloses Leben inmitten von täglicher Unzucht und lauten nächtlichen Festen“ nicht gutheißen. Zu Ostern 1599 tadelte er Fillide im „Buch der Seelen“ seiner Pfarrei als „skandalöse Kurtisane“. Varriano berichtet, dass er ihr das heilige Sakrament verweigerte.
Ende des Jahres 1600 war die jüngere Prudenza Zacchia zur neuen Favoritin Ranuccio Tomassonis aufgestiegen. Fillide erwischte die beiden in flagranti, beschimpfte die Rivalin und griff sie mit einem Messer an. Der Angriff wurde abgewehrt und Fillide verwundete lediglich Prudenzas Hand. Die in Ungnade gefallene Fillide wurde von Ranuccio verstoßen und der Polizei übergeben. Er nahm ihr auch die Wohnung in der Via Aragonia weg. Ohne den Schutz der Brüder Tomassoni war Melandroni gezwungen, ihr Gewerbe unabhängig auszuüben, indem sie ihre Beziehungen zu mächtigen und hochrangigen Kunden nutzte. In der Folge wurde sie mehrfach verhaftet und verurteilt.
Ende des Sommers 1602 mietete Fillide eine Wohnung in einem Palazzo an der Via del Babbuino. Dort lebte sie zusammen mit ihrer Tante, die inzwischen Witwe geworden war, und ihrem Halbbruder. Um ihren Ruf wiederherzustellen, hielt sie sich mehr an die Konventionen ihrer Zeit und gab sich fromm.
Ende des Jahres 1602 organisierte sie mit Hilfe ihrer Tante und deren Dienerin einen Überfall auf die zwei bekannten Kurtisanen Maddalena Antognetti und deren Schwester Amabilia. Melandroni kämpfte damit um ihren Platz unter den Konkurrentinnen und Rivalinnen. Die schnelle Einigung zwischen den Frauen legt nahe, dass es ihr bei dieser Gelegenheit gelang, in den Dunstkreis der Tomassoni-Brüder zurückzukehren. Jetzt stand sie jedoch unter dem Schutz von Giovan Francesco Tomassoni, dem einflussreichsten der Brüder.
Zwischen 1603 und 1605, im Alter von 22 bis 24 Jahren, bewegte sich Fillide auf ein unbeschwertes Leben mit einem gewissen Wohlstand und sozialer Stabilität zu. Sie führte als „ehrbare Kurtisane“ einen kleinen Haushalt, in dem ihre Tante, zwei Diener, die 15-jährige Kurtisane Geronima Ortensia Cassia und der 4-jährige Giovanni lebten. Ihr Halbbruder hatte geheiratet und war ausgezogen. Giovanni war ein „ausgesetztes Kind“ des Krankenhauses von Santo Spirito in Sassia. Sie selbst hatte dort eines ihrer eigenen Kinder zurücklassen müssen. Fillide war ab 1604 auch Patin von drei Neugeborenen, denen sie die Namen Fillide, Giovanni Battista und Alessandro gab. Für Alessandro stand Kardinal Montalto stellvertretend Pate.
Ab 1604 hatte Melandroni eine Beziehung mit dem zwei Jahre jüngeren venezianischen Adligen Giulio Strozzi, dem Sohn von Roberto Strozzi, einem florentinischen Bankier, der in Venedig arbeitete. Seit Beginn dieser Beziehung war Fillide nicht mehr straffällig geworden und aus den Gerichtsakten verschwunden. Roberto Strozzi missfiel die „sündige Beziehung“ seines Sohnes mit einer Konkubine immer mehr. Er wandte sich schließlich an Papst Paul V., um die Beziehung beenden zu lassen. Daraufhin wurde Fillide in den ersten Apriltagen des Jahres 1612 auf Befehl des Papstes aus Rom verbannt, mit dem Befehl, niemals zurückzukehren. Fillide wählte ihre Heimatstadt Siena als Exil und verbrachte dort wahrscheinlich einen Teil ihrer Zeit mit Giulio Strozzi, der Rom aus beruflichen Gründen ebenfalls verlassen hatte.
Im Jahr 1614 wird Fillide nochmals urkundlich erwähnt. Mittlerweile wieder in Rom, wo sie inzwischen ein Haus und ihren Besitz hatte und mit ihrer kleinen Familie lebte, verfasste sie mit Hilfe von Giovan Francesco Tomassoni am 8. Oktober in der Kanzlei des Notars Tranquillo Pizzuti ihr Testament. Wie es für jede Kurtisane obligatorisch war, übertrug Melandroni den fünften Teil ihres Erbes einem Kloster und verfügte verschiedene Vermächtnisse an einige Kirchen. Das übrige bewegliche und unbewegliche Vermögen erbten ihre Neffen Nicola und Giacomo Melandroni, die Söhne ihres inzwischen verstorbenen Halbbruders. Ihrer Tante hinterließ sie 50 Scudi. Maddalena, ihrer „Schülerin“, die nun im heiratsfähigen Alter war, hinterließ sie eine Mitgift von 100 Scudi, damit diese gut heiraten könne.
Vier Jahre später, am 3. Juli 1618, starb Fillide Melandroni und wurde auf ihren Wunsch hin in der Kirche San Lorenzo in Lucina beigesetzt.

## Beziehung zu Caravaggio
Giulio Strozzi beauftragte 1604 Caravaggio, ein Porträt von Fillide Melandroni zu malen. Er wollte seiner Geliebten damit ein Geschenk machen. In dem einzigen bekannten weiblichen Porträt Caravaggios wendet sich Fillide mit scharfsinnigem und fesselndem Blick dem Betrachter zu. Sie ist in klarem Tageslicht dargestellt. Ihr Gesicht kann als anmutig, aber nicht außergewöhnlich schön beschrieben werden. Der Ausschnitt ihres schlichten, mit Goldfäden bestickten Mieders gibt den gelben Taftschleier frei, den Kurtisanen als Erkennungszeichen in der Öffentlichkeit tragen mussten. In ihrem Testament von 1614 vermachte sie das Gemälde Giulio Strozzi. Das Gemälde befand sich zuletzt im Kaiser-Friedrich-Museum in Berlin, wo es gegen Ende des Zweiten Weltkriegs vermutlich unwiederbringlich zerstört wurde.
Gemäß der Kunsthistorikerin Fiora Bellini wurde Melandroni kein weiteres Mal von Caravaggio gebeten, für ein Gemälde Modell zu stehen, weder als Heilige noch als Madonna. Es gebe auch kein Dokument, das eine nähere Beziehung zwischen Melandroni und Caravaggio belege. Trotzdem seien sich Kunsthistoriker und Kritiker seit fast einem Jahrhundert sicher, dass Fillide Melandroni eine Freundin, wenn nicht sogar die Geliebte Caravaggios gewesen und auf mehreren seiner Gemälde abgebildet sei. Es war wohl Roberto Longhi, der als Erster vermutete, dass Melandroni für drei Werke Modell stand. Diese sind:
- Die heilige Katharina von Alexandrien (Museo Thyssen-Bornemisza, Madrid)[11],
- Martha und Maria Magdalena (Detroit Institute of Arts, Detroit)[12] sowie
- Judith und Holofernes (Gallerie Nazionali d’Arte Antica, Rom).[13]

Wie neueste Forschungen ergaben, könnten diese Gemälde ebenso Maddalena Antognetti zeigen, eine andere Kurtisane jener Zeit.

Werke Caravaggios mit Bildnissen von Fillide Melandroni oder Maddalena Antognetti
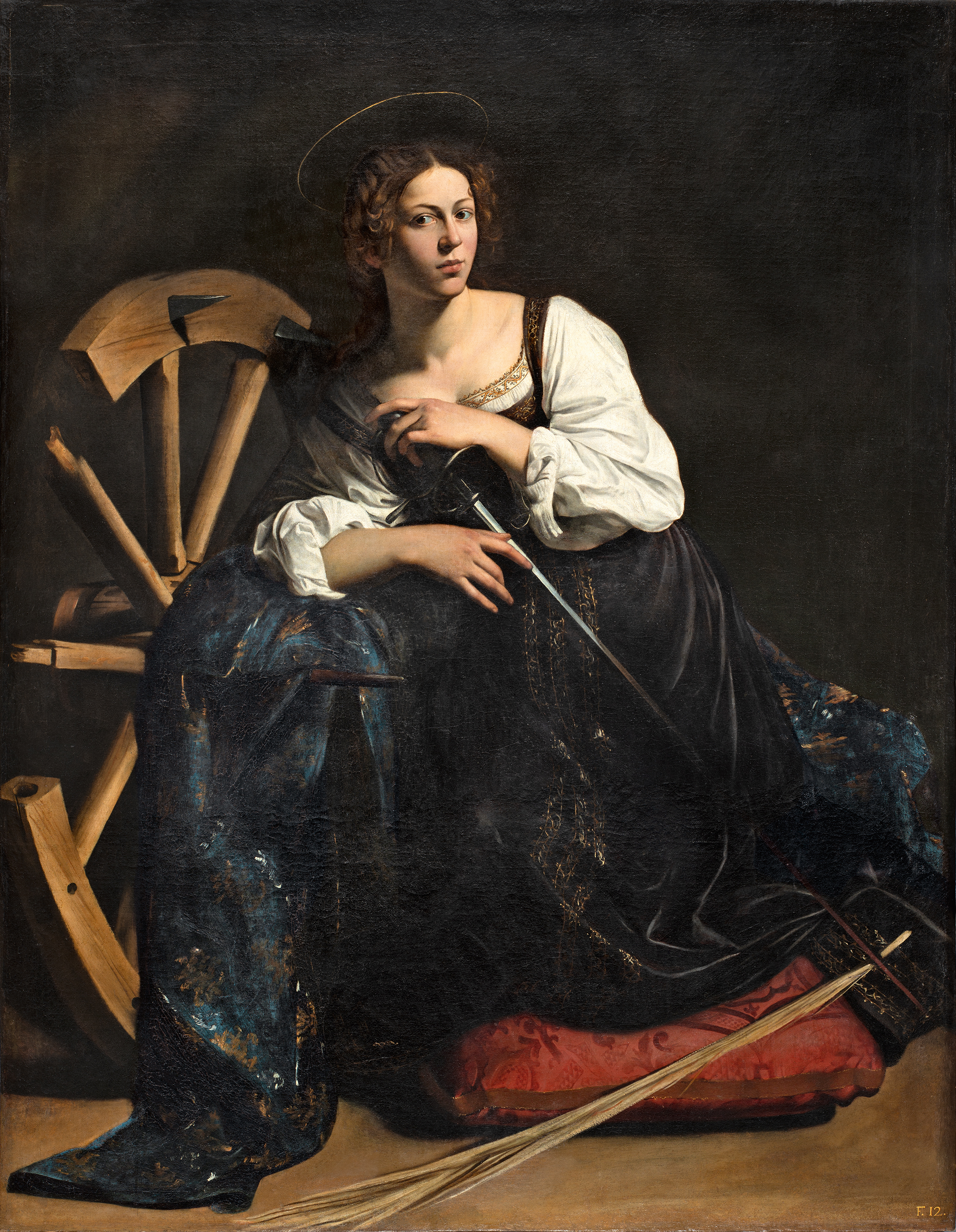
Heilige Katharina von Alexandria (1598)
Martha und Maria Magdalena (1598)
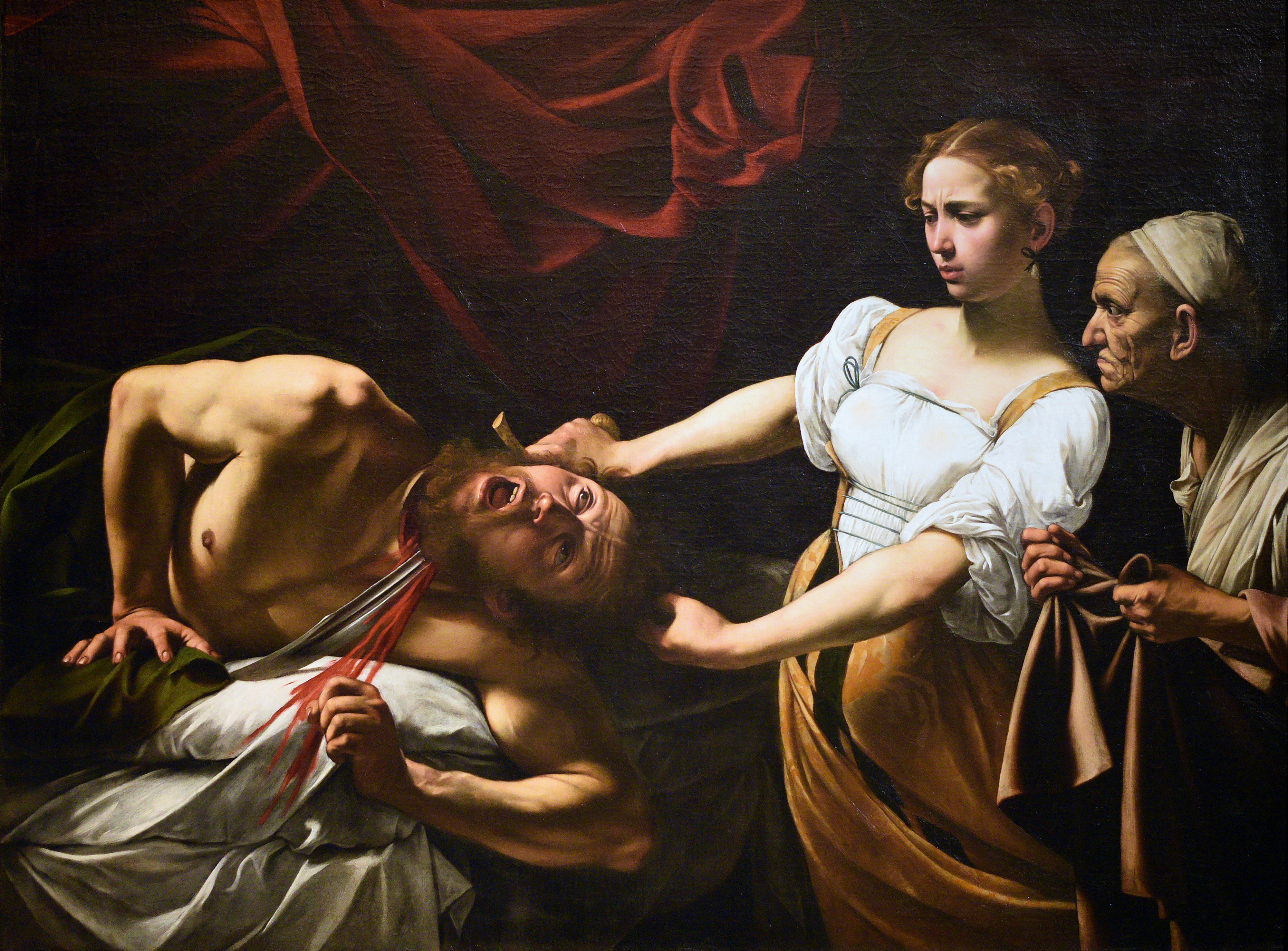
Judith und Holofernes (1598)

Am 29. Mai 1606 war Caravaggio an einer gewalttätigen, mit Totschlag endenden Auseinandersetzung beteiligt. Er floh daraufhin vor der Justiz aus Rom. Der genaue Vorgang ist umstritten und wird von Biographen sehr unterschiedlich wiedergegeben. Nach Roberto Longhi existieren mehrere zeitgenössische Berichte über das Ereignis, die Caravaggios Rolle unterschiedlich bewerten, „doch keiner verschweigt die sinnlose Heftigkeit der Tat“. Es scheint gesichert, dass sich Ranuccio Tomassoni, Fillides früherer Partner und Zuhälter, mit Caravaggio duellierte und dabei von Caravaggio tödlich verletzt wurde.